# Miramar (San Diego)

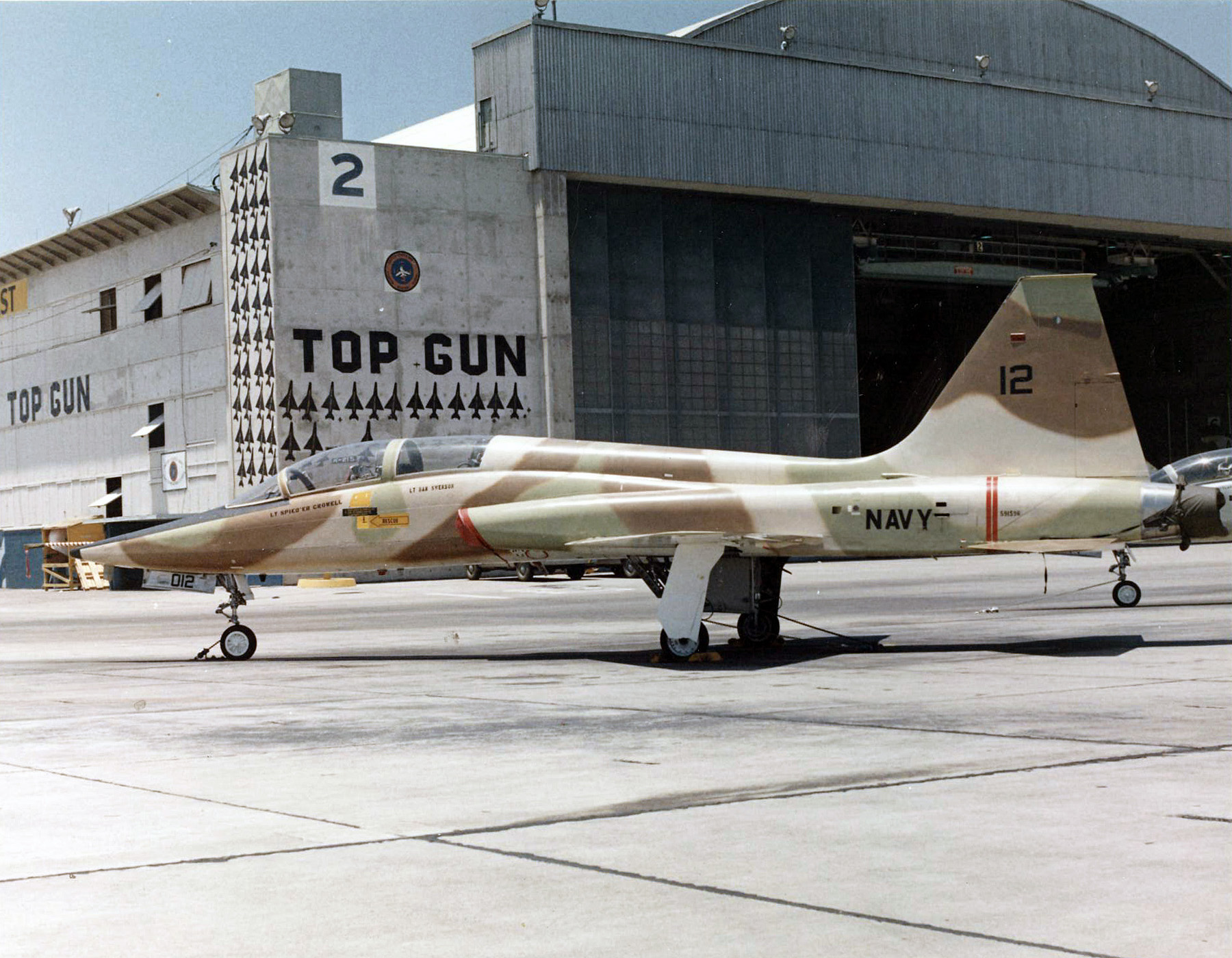
US Navy Northrop DT-38A in der United States Navy Fighter Weapons School „Top Gun“ (1974)

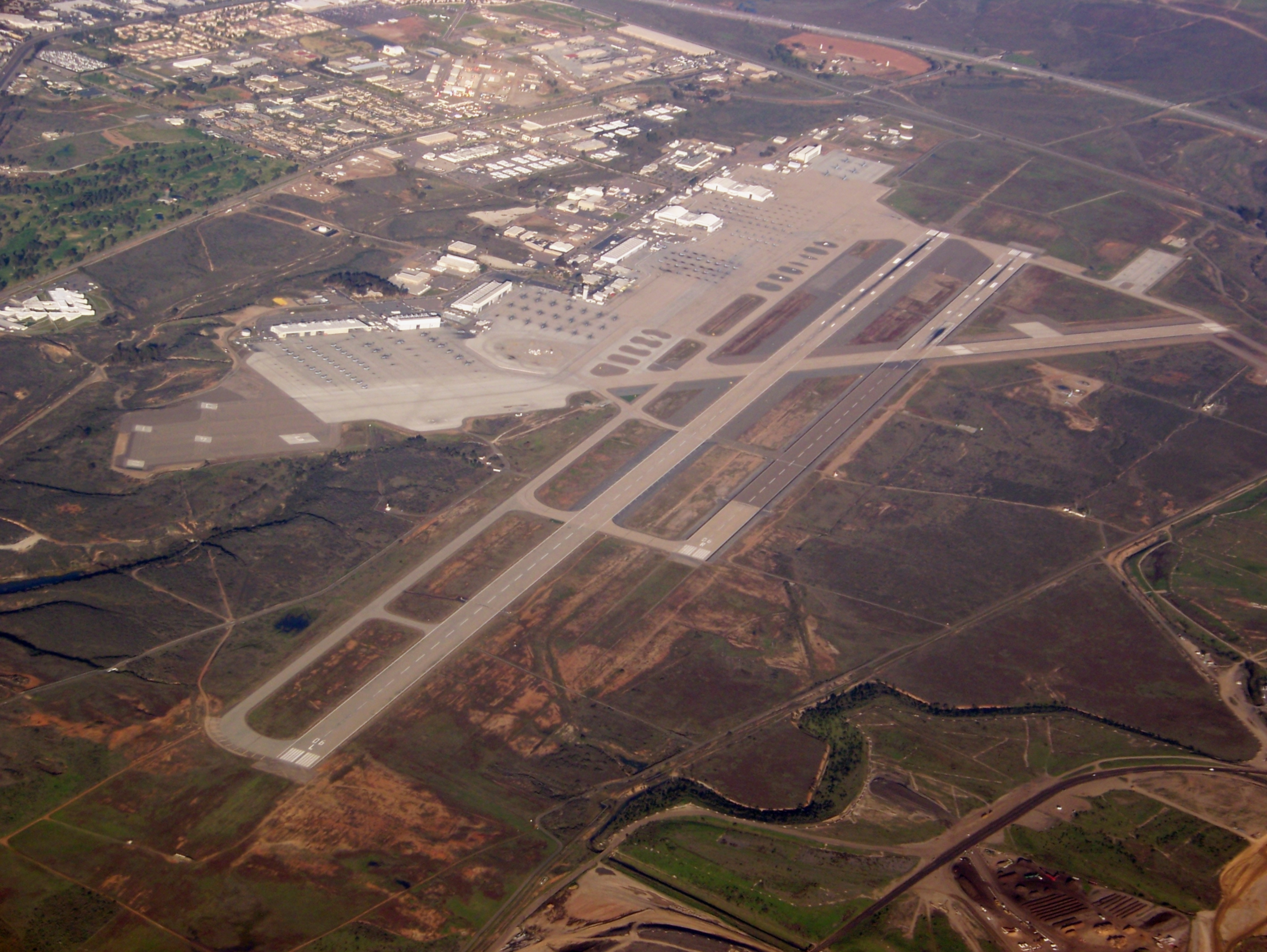
Miramar Marine Corps Air Station (2008)

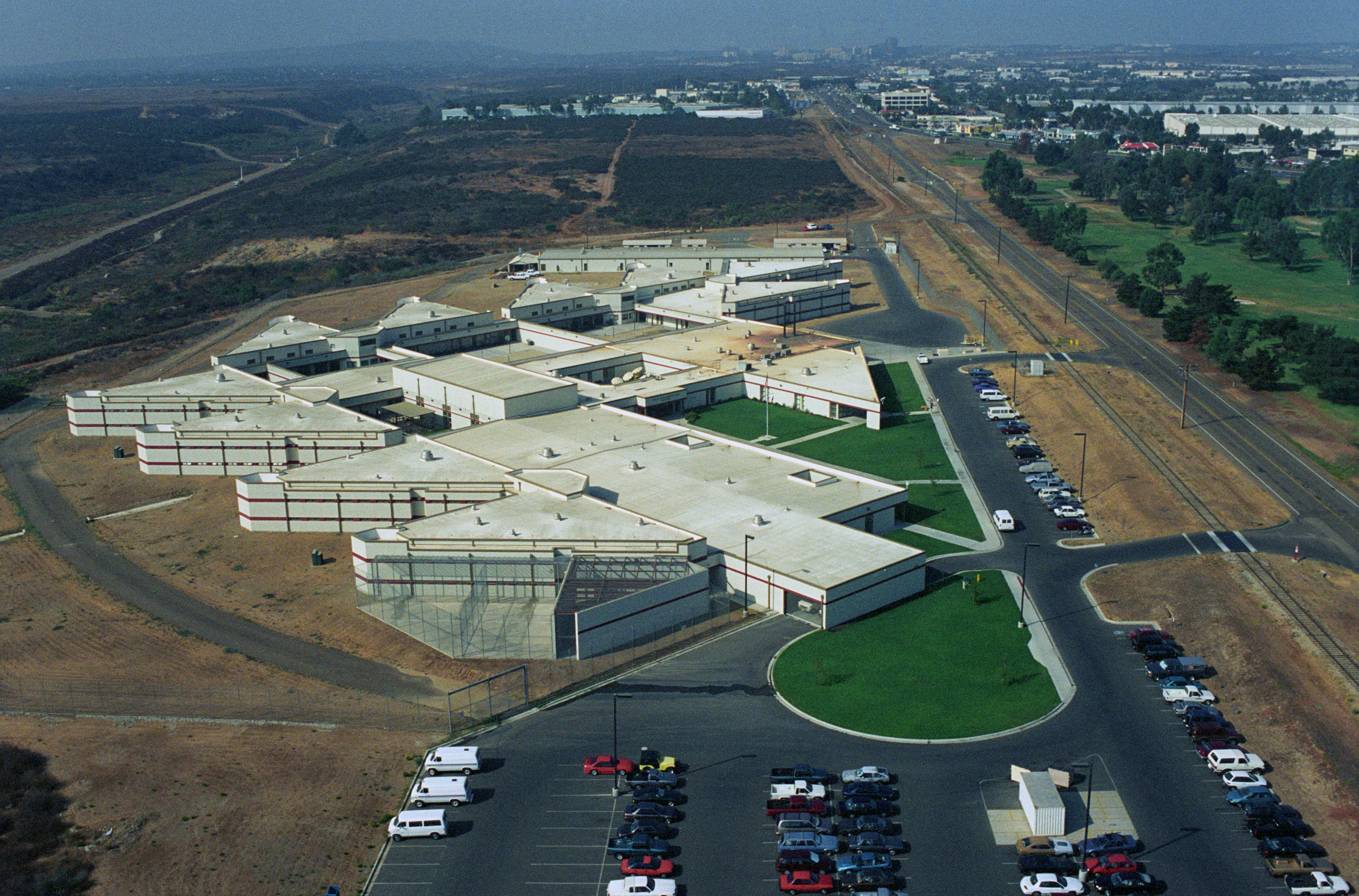
Militärgefängnis Naval Consolidated Brig Miramar (1995)

Miramar ist ein hochgelagerter Vorort, ca. 30 km nördlich der kalifornischen Stadt San Diego, (USA) und gleichzeitig der ehemalige Standort der United States Navy Fighter Weapons School („Top Gun“), bekannt geworden durch den gleichnamigen Film mit Tom Cruise.

## Marine Corps Air Station Miramar
Die heutige Marine Corps Air Station Miramar ist mit über 24.000 acres (97 km²) einer der größten Militärflugplätze der Welt (Durchsatz von ca. 200.000 Flügen pro Jahr).
Die frühere Naval Air Station Miramar der United States Navy wurde 1997 vom United States Marine Corps übernommen und in Marine Corps Air Station Miramar (MCAS Miramar) umbenannt. Das Grundstück, auf dem die MCAS angesiedelt ist, wurde von der Stadt San Diego schon oft als möglicher neuer Standort des San Diego National Airport ins Auge gefasst. Jedoch überwogen die militär-strategischen Überlegungen, da Miramar im südwestlichen Teil der USA eine wichtige Rolle für die nationale Verteidigung spielt.
Beim Höhepunkt des Top-Gun-Trainingprogrammes erhielt der Stützpunkt den Spitznamen „Fightertown U.S.A.“. Dieser Name taucht auch in anderen Filmen und Serien auf, z. B. in JAG – Im Auftrag der Ehre, Top Gun – Sie fürchten weder Tod noch Teufel oder dem Spielfilm Eine Frage der Ehre.
In Miramar befindet sich auch das Militärgefängnis Naval Consolidated Brig Miramar in dem u. a. die in Folge des Abu-Ghuraib-Folterskandals verurteilten Lynndie England und Sabrina Harman ihre Haftstrafe absaßen.

Galerie
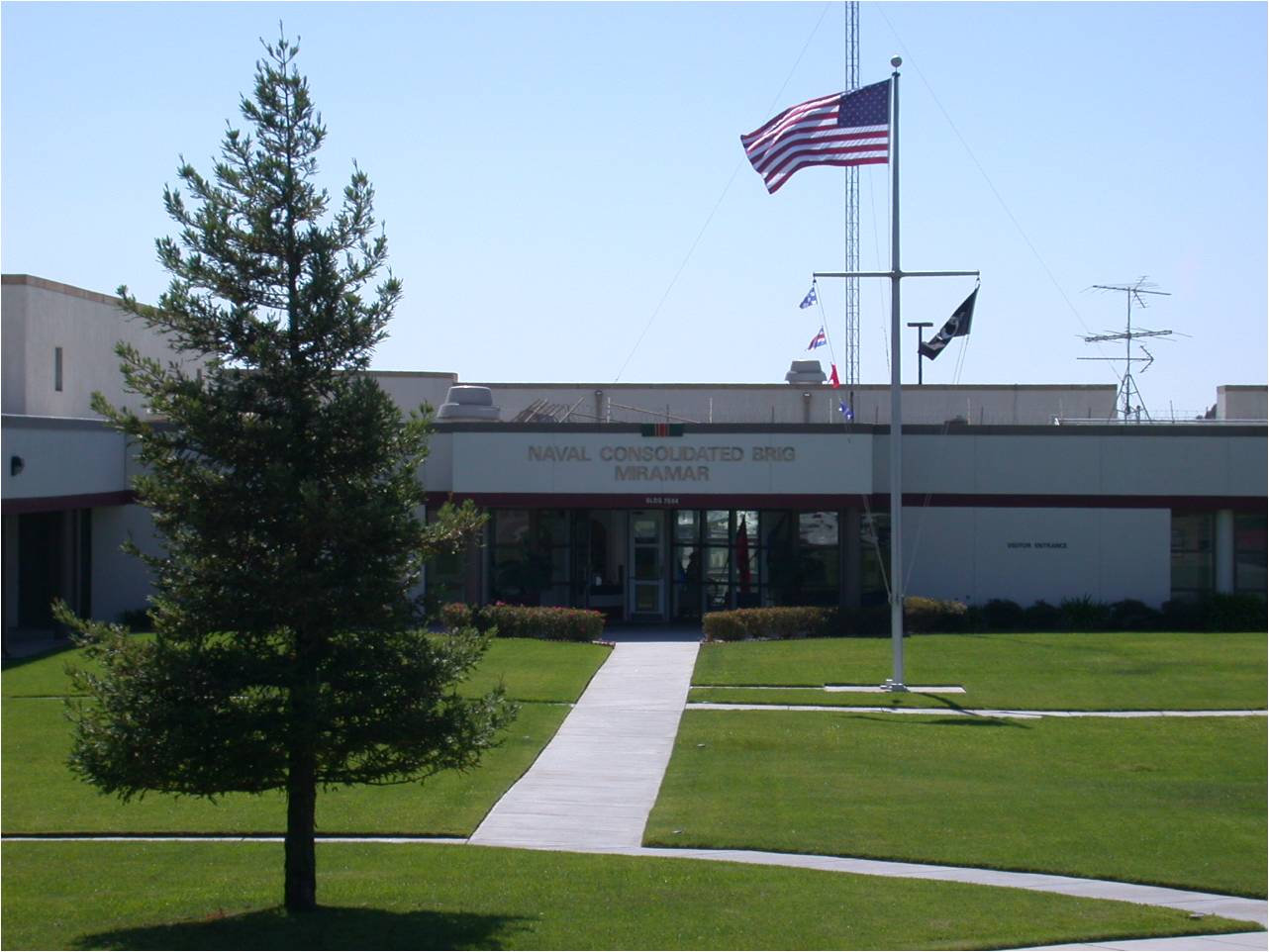
Eingangsbereich des Naval Consolidated Brig Miramar
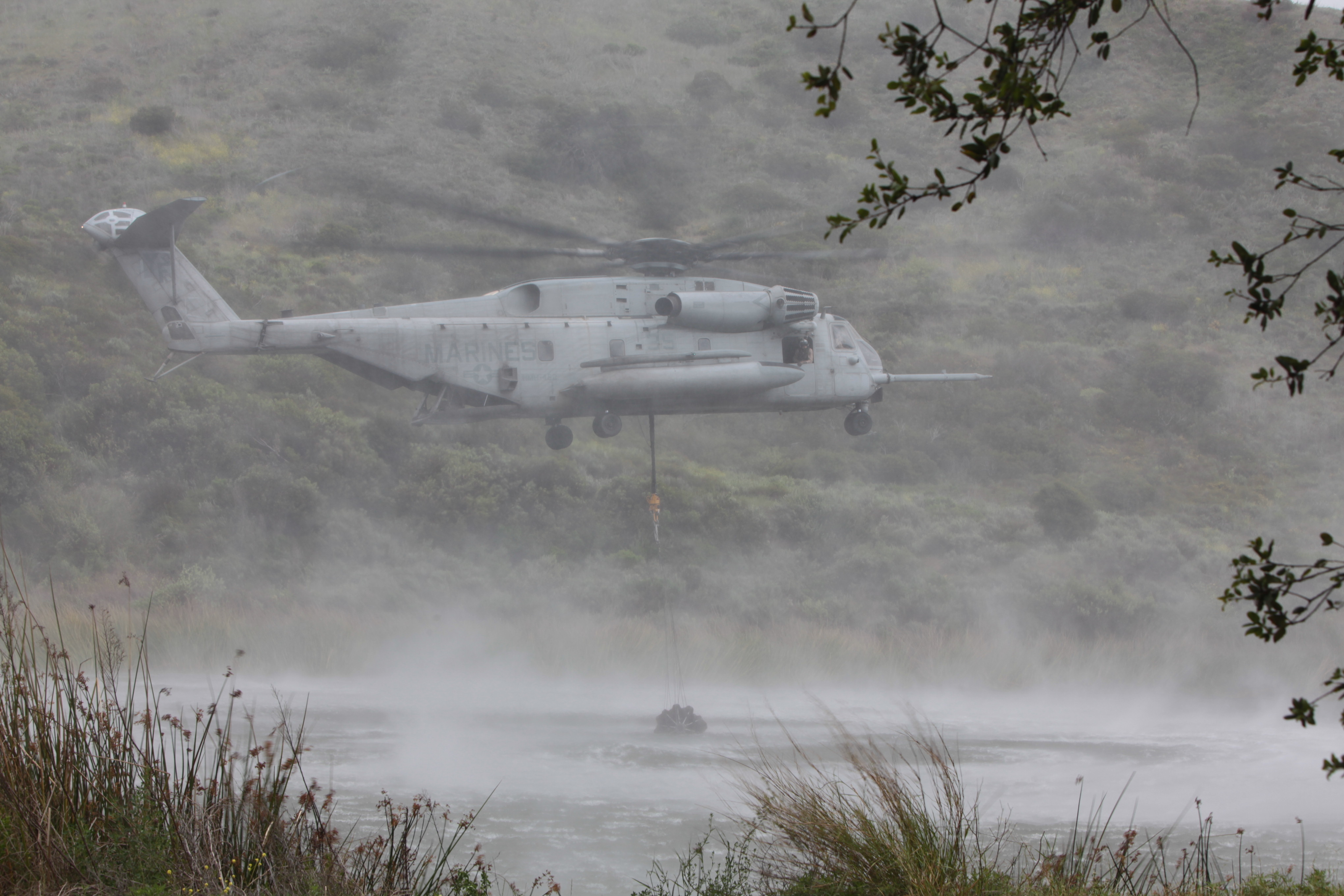
Sikorsky CH-53 der Miramar MCAS (2012)
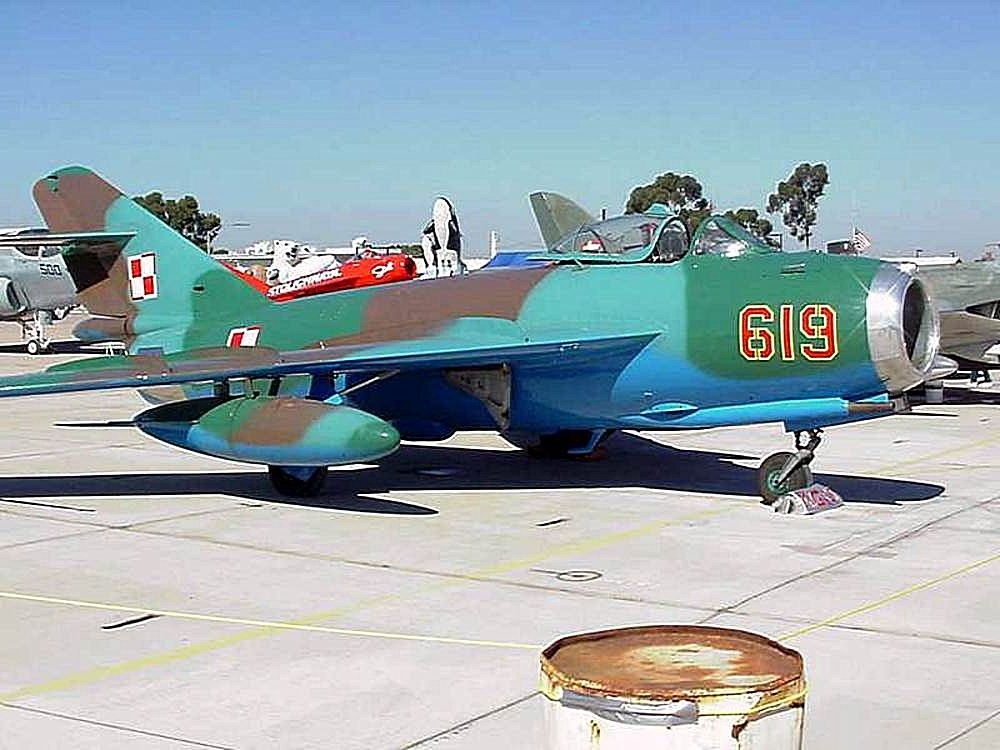
Mig-17 bei der Miramar-Airshow 2016
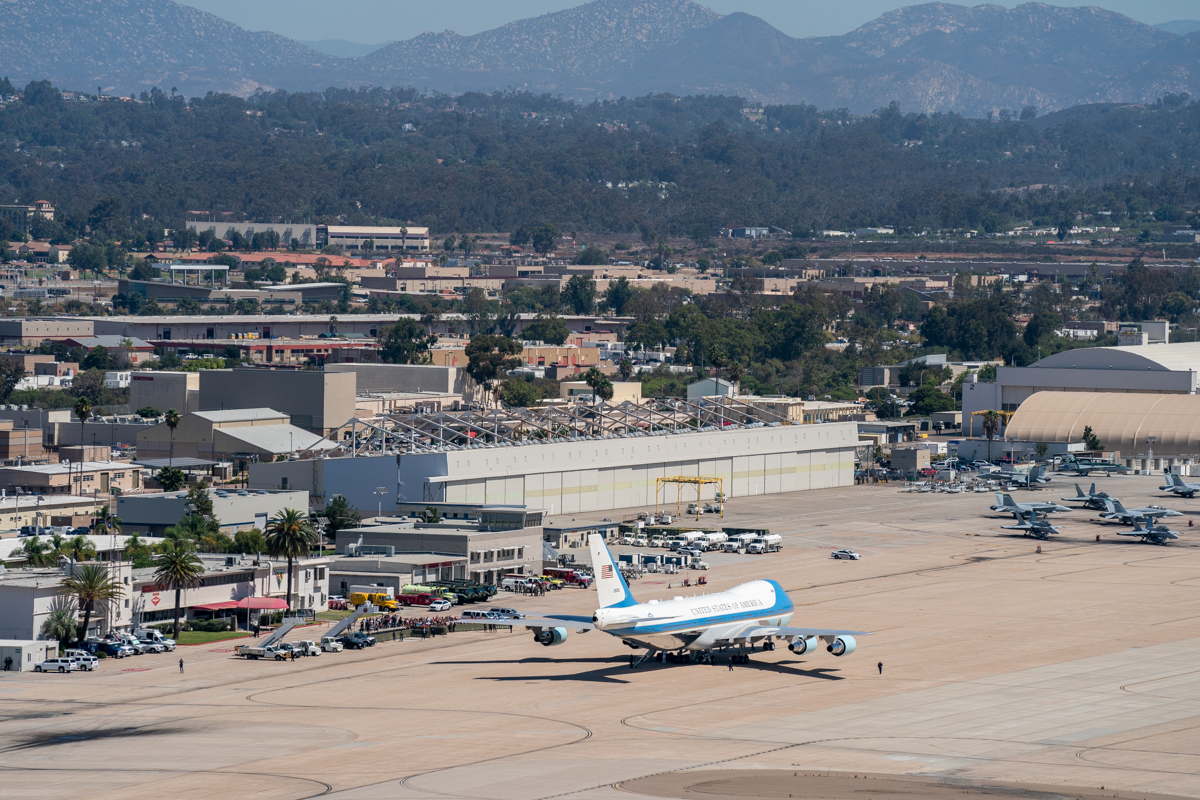
Air Force One in der Miramar MCAS (2019)